# Maryborough
Maryborough è una città situata nel sud-est dello Stato del Queensland, in Australia. Nell'ultimo censimento del 2006, la popolazione contava 21.500 abitanti.
La città fu fondata nel 1847, ma divenne una città a tutti gli effetti solamente nel 1905. Nella seconda metà del 1800, il porto di Maryborough fu uno dei maggiori porti in cui approdavano gli immigrati di tutto il mondo che arrivavano nel Queensland.
La città è inoltre nota per aver dato i natali a Pamela Lyndon Travers, autrice dei libri ispirati al personaggio di Mary Poppins.